# Saint-Aubin-des-Ormeaux
Pour les articles homonymes, voir Saint-Aubin et Ormeau.
Saint-Aubin-des-Ormeaux est une commune du Centre-Ouest de la France située dans le département de la Vendée, en région Pays de la Loire.

## Géographie
Le territoire municipal de Saint-Aubin-des-Ormeaux s'étend sur 1 267 hectares. L'altitude moyenne de la commune est de 104 mètres, avec des niveaux fluctuant entre 52 et 141 mètres,.
Situé sur les bords de la Sèvre nantaise, Saint-Aubin-des-Ormeaux connaît un beau paysage vallonné du bocage vendéen.
| Tiffauges | Le Longeron (Sèvremoine) (Maine-et-Loire) | Evrunes (Mortagne-sur-Sèvre) |
|           | Saint-Aubin-des-Ormeaux                   |                              |
|           | Saint-Martin-des-Tilleuls                 | La Verrie (Chanverrie)       |

### Climat
Pour des articles plus généraux, voir Climat des Pays de la Loire et Climat de la Vendée.
En 2010, le climat de la commune est de type climat océanique altéré, selon une étude du CNRS s'appuyant sur une série de données couvrant la période 1971-2000. En 2020, Météo-France publie une typologie des climats de la France métropolitaine dans laquelle la commune est exposée à un climat océanique et est dans la région climatique  Bretagne orientale et méridionale, Pays nantais, Vendée, caractérisée par une faible pluviométrie en été et une bonne insolation. 
Pour la période 1971-2000, la température annuelle moyenne est de 11,6 °C, avec une amplitude thermique annuelle de 14,1 °C. Le cumul annuel moyen de précipitations est de 823 mm, avec 12,4 jours de précipitations en janvier et 6,6 jours en juillet. Pour la période 1991-2020, la température moyenne annuelle observée sur la station météorologique de Météo-France la plus proche, sur la commune de Cholet à 15 km à vol d'oiseau, est de 12,3 °C et le cumul annuel moyen de précipitations est de 772,5 mm,. Pour l'avenir, les paramètres climatiques de la commune estimés pour 2050 selon différents scénarios d'émission de gaz à effet de serre sont consultables sur un site dédié publié par Météo-France en novembre 2022.

## Urbanisme

### Typologie
Au 1er janvier 2024, Saint-Aubin-des-Ormeaux est catégorisée bourg rural, selon la nouvelle grille communale de densité à sept niveaux définie par l'Insee en 2022.
Elle est située hors unité urbaine. Par ailleurs la commune fait partie de l'aire d'attraction de Cholet, dont elle est une commune de la couronne,. Cette aire, qui regroupe 26 communes, est catégorisée dans les aires de 50 000 à moins de 200 000 habitants,.

### Occupation des sols
L'occupation des sols de la commune, telle qu'elle ressort de la base de données européenne d’occupation biophysique des sols Corine Land Cover (CLC), est marquée par l'importance des territoires agricoles (87,6 % en 2018), en diminution par rapport à 1990 (89,9 %). La répartition détaillée en 2018 est la suivante : 
terres arables (45,8 %), zones agricoles hétérogènes (24,6 %), prairies (17,2 %), forêts (7,5 %), zones urbanisées (4,9 %). L'évolution de l’occupation des sols de la commune et de ses infrastructures peut être observée sur les différentes représentations cartographiques du territoire : la carte de Cassini (XVIIIe siècle), la carte d'état-major (1820-1866) et les cartes ou photos aériennes de l'IGN pour la période actuelle (1950 à aujourd'hui).

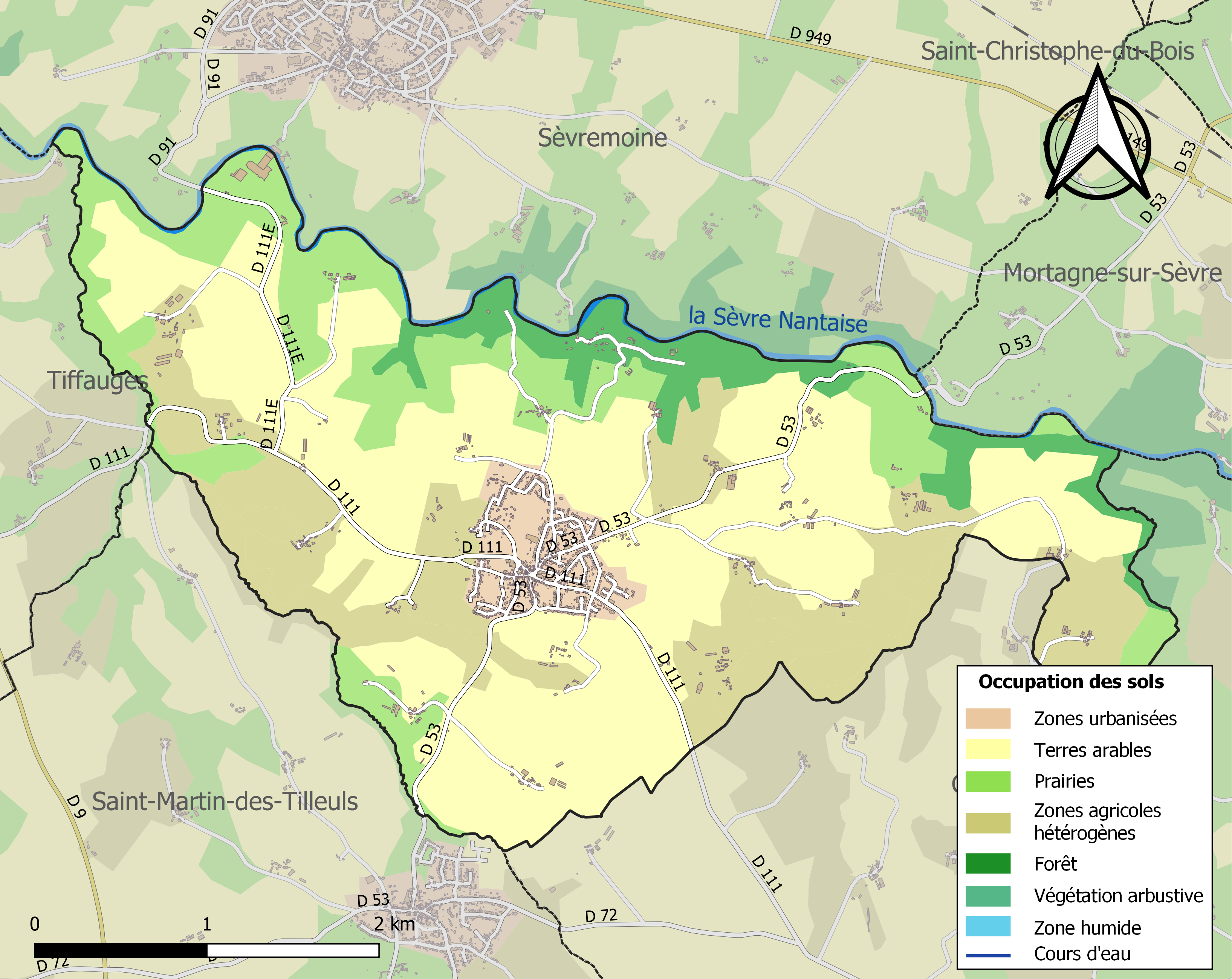
Carte des infrastructures et de l'occupation des sols de la commune en 2018 (CLC).

## Toponymie
En 1317, lors de la création du diocèses de Maillezais, elle se dénommait Saint Aubin en Tiffauges. Durant la Révolution, la commune porte le nom d'Aubin la Pierre.

## Emblèmes

### Héraldique
| Blason | Blasonnement : D'azur à la fasce ondée d'argent, accompagnée de trois émerillons d'or, becqués, chaperonnés et membrés de gueules. |

### Devise
La devise de Saint-Aubin-des-Ormeaux : Virtus Et Encis.

## Politique et administration

### Liste des maires
| Période                                  | Période   | Identité            | Étiquette     | Qualité                |
| ---------------------------------------- | --------- | ------------------- | ------------- | ---------------------- |
| mars 2001                                | mars 2014 | Jean-Claude Chupin, |               |                        |
| mars 2014                                | En cours  | Hervé Brejon        | Divers droite | responsable commercial |
| Les données manquantes sont à compléter. |           |                     |               |                        |

## Population et société

### Démographie

#### Évolution démographique
L'évolution du nombre d'habitants est connue à travers les recensements de la population effectués dans la commune depuis 1800. Pour les communes de moins de 10 000 habitants, une enquête de recensement portant sur toute la population est réalisée tous les cinq ans, les populations de référence des années intermédiaires étant quant à elles estimées par interpolation ou extrapolation. Pour la commune, le premier recensement exhaustif entrant dans le cadre du nouveau dispositif a été réalisé en 2008.

En 2022, la commune comptait 1 382 habitants, en évolution de +3,06 % par rapport à 2016 (Vendée : +5,33 %, France hors Mayotte : +2,11 %).
| 1800 | 1806 | 1821 | 1831 | 1836 | 1841 | 1846 | 1851 | 1856 |
| ---- | ---- | ---- | ---- | ---- | ---- | ---- | ---- | ---- |
| 340  | 425  | 563  | 556  | 632  | 627  | 694  | 685  | 730  |

| 1861 | 1866 | 1872 | 1876 | 1881 | 1886 | 1891 | 1896 | 1901 |
| ---- | ---- | ---- | ---- | ---- | ---- | ---- | ---- | ---- |
| 803  | 800  | 785  | 818  | 890  | 904  | 891  | 875  | 780  |

| 1906 | 1911 | 1921 | 1926 | 1931 | 1936 | 1946 | 1954 | 1962 |
| ---- | ---- | ---- | ---- | ---- | ---- | ---- | ---- | ---- |
| 770  | 780  | 676  | 691  | 692  | 638  | 637  | 723  | 787  |

| 1968 | 1975 | 1982 | 1990  | 1999  | 2006  | 2008  | 2013  | 2018  |
| ---- | ---- | ---- | ----- | ----- | ----- | ----- | ----- | ----- |
| 766  | 700  | 835  | 1 027 | 1 150 | 1 236 | 1 261 | 1 314 | 1 330 |

| 2022  | - | - | - | - | - | - | - | - |
| ----- | - | - | - | - | - | - | - | - |
| 1 382 | - | - | - | - | - | - | - | - |

#### Pyramide des âges
En 2018, le taux de personnes d'un âge inférieur à 30 ans s'élève à 37,0 %, soit au-dessus de la moyenne départementale (31,6 %). À l'inverse, le taux de personnes d'âge supérieur à 60 ans est de 20,0 % la même année, alors qu'il est de 31,0 % au niveau départemental.
En 2018, la commune comptait 652 hommes pour 678 femmes, soit un taux de 50,98 % de femmes, légèrement inférieur au taux départemental (51,16 %).
Les pyramides des âges de la commune et du département s'établissent comme suit.
| Hommes | Classe d’âge | Femmes |
| ------ | ------------ | ------ |
| 0,2    | 90 ou +      | 0,3    |
| 5,2    | 75-89 ans    | 6,8    |
| 14,4   | 60-74 ans    | 13,3   |
| 24,7   | 45-59 ans    | 24,2   |
| 19,0   | 30-44 ans    | 18,0   |
| 15,5   | 15-29 ans    | 14,2   |
| 21,0   | 0-14 ans     | 23,3   |

| Hommes | Classe d’âge | Femmes |
| ------ | ------------ | ------ |
| 0,8    | 90 ou +      | 2,2    |
| 8,7    | 75-89 ans    | 11,1   |
| 20,3   | 60-74 ans    | 21,3   |
| 20     | 45-59 ans    | 19,4   |
| 17,5   | 30-44 ans    | 16,8   |
| 15     | 15-29 ans    | 13,2   |
| 17,7   | 0-14 ans     | 16,1   |

## Lieux et monuments
- Église Saint-Aubin.

## Personnalités liées à la commune
Le 24 août 2024, un Parisien et une Parisienne, Serge Saint-Aubin et Alicia Desormeaux, se sont mariés à Saint-Aubin-des-Ormeaux, commune avec laquelle ils n’ont aucun lien autre que leur nom.

## Pour approfondir